# Poncitlán
Poncitlán es una localidad mexicana situada en el estado de Jalisco, cabecera del municipio homónimo. Se ubica en la región Ciénega y forma parte de la zona metropolitana de Ocotlán.

## Geografía
La localidad de Poncitlán se ubica en el norte del municipio homónimo, limitando con el municipio de Zapotlán del Rey. Se encuentra a una altura media de 1552 m s. n. m. y abarca un área aproximada de 4.38 km².

### Clima
El clima predominante en Poncitlán es el semicálido subhúmedo, con lluvias en verano. Tiene una temperatura media anual de 19.6 °C y una precipitación media anual de 870.5 mm.
| Parámetros climáticos promedio de Poncitlán, Jalisco | Parámetros climáticos promedio de Poncitlán, Jalisco | Parámetros climáticos promedio de Poncitlán, Jalisco | Parámetros climáticos promedio de Poncitlán, Jalisco | Parámetros climáticos promedio de Poncitlán, Jalisco | Parámetros climáticos promedio de Poncitlán, Jalisco | Parámetros climáticos promedio de Poncitlán, Jalisco | Parámetros climáticos promedio de Poncitlán, Jalisco | Parámetros climáticos promedio de Poncitlán, Jalisco | Parámetros climáticos promedio de Poncitlán, Jalisco | Parámetros climáticos promedio de Poncitlán, Jalisco | Parámetros climáticos promedio de Poncitlán, Jalisco | Parámetros climáticos promedio de Poncitlán, Jalisco | Parámetros climáticos promedio de Poncitlán, Jalisco |
| Mes                                                  | Ene.                                                 | Feb.                                                 | Mar.                                                 | Abr.                                                 | May.                                                 | Jun.                                                 | Jul.                                                 | Ago.                                                 | Sep.                                                 | Oct.                                                 | Nov.                                                 | Dic.                                                 | Anual                                                |
| ---------------------------------------------------- | ---------------------------------------------------- | ---------------------------------------------------- | ---------------------------------------------------- | ---------------------------------------------------- | ---------------------------------------------------- | ---------------------------------------------------- | ---------------------------------------------------- | ---------------------------------------------------- | ---------------------------------------------------- | ---------------------------------------------------- | ---------------------------------------------------- | ---------------------------------------------------- | ---------------------------------------------------- |
| Temp. máx. abs. (°C)                                 | 32.0                                                 | 43.0                                                 | 38.0                                                 | 40.0                                                 | 39.0                                                 | 39.5                                                 | 34.5                                                 | 33.0                                                 | 40.0                                                 | 38.5                                                 | 33.0                                                 | 33.0                                                 | 43.0                                                 |
| Temp. máx. media (°C)                                | 25.3                                                 | 27.1                                                 | 29.4                                                 | 31.2                                                 | 32.1                                                 | 29.8                                                 | 27.1                                                 | 27.3                                                 | 27.1                                                 | 27.4                                                 | 26.9                                                 | 25.5                                                 | 28.0                                                 |
| Temp. media (°C)                                     | 15.4                                                 | 16.8                                                 | 19.0                                                 | 21.2                                                 | 23.0                                                 | 22.9                                                 | 21.2                                                 | 21.2                                                 | 20.8                                                 | 19.7                                                 | 17.5                                                 | 15.9                                                 | 19.6                                                 |
| Temp. mín. media (°C)                                | 5.5                                                  | 6.6                                                  | 8.6                                                  | 11.2                                                 | 14.0                                                 | 16.0                                                 | 15.3                                                 | 15.1                                                 | 14.6                                                 | 11.9                                                 | 8.2                                                  | 6.3                                                  | 11.1                                                 |
| Temp. mín. abs. (°C)                                 | -2.0                                                 | -1.5                                                 | 0.0                                                  | 1.5                                                  | 6.0                                                  | 9.0                                                  | 7.2                                                  | 10.0                                                 | 3.5                                                  | -1.0                                                 | -1.0                                                 | -4.0                                                 | -4.0                                                 |
| Precipitación total (mm)                             | 29.2                                                 | 5.7                                                  | 25.5                                                 | 16.4                                                 | 33.6                                                 | 160.5                                                | 222.7                                                | 173.2                                                | 129.4                                                | 50.9                                                 | 14.3                                                 | 9.1                                                  | 870.5                                                |
| Días de precipitaciones (≥ 1 mm)                     | 2.1                                                  | 0.9                                                  | 1.6                                                  | 1.4                                                  | 3.6                                                  | 13.2                                                 | 19.2                                                 | 16.8                                                 | 12.9                                                 | 5.7                                                  | 1.3                                                  | 1.5                                                  | 80.2                                                 |
| Fuente: Servicio Meteorológico Nacional.             |                                                      |                                                      |                                                      |                                                      |                                                      |                                                      |                                                      |                                                      |                                                      |                                                      |                                                      |                                                      |                                                      |

## Demografía
De acuerdo con el censo realizado en 2020 por el Instituto Nacional de Estadística y Geografía (INEGI), en Poncitlán había un total de 14 636 habitantes, de los que 7533 eran mujeres y 7103 eran hombres.

### Viviendas
En el censo de 2020 había un total de 5208 viviendas, de las que 3995 estaban habitadas. De dichas viviendas habitadas: 3968 tenían piso de material diferente de tierra; 3985 disponían de energía eléctrica; y 3981 disponían de inodoro y/o sanitario y de drenaje.
La cantidad promedio de ocupantes por vivienda fue de 3.66, mientras que por habitación, 0.99 personas.

### Evolución demográfica
Durante el periodo 2010-2020, la localidad tuvo un crecimiento del 0.77 % anual, con respecto a los 13 581 habitantes registrados en el censo anterior.
| Gráfica de evolución demográfica de Poncitlán entre 1900 y 2020 |
|                                                                 |
| Fuente: Instituto Nacional de Estadística y Geografía.          |